# Wilfried Eichlseder
Wilfried Eichlseder (* 1. März 1956 in Steyr) ist ein österreichischer Maschinenbauer und Hochschullehrer. Von 2011 bis September 2023 war er Rektor der Montanuniversität Leoben.

## Leben
Wilfried Eichlseder wuchs in Steyr auf, wo er auch maturierte. Ab 1974 bis 1980 studierte er Maschinenbau an der Technischen Universität Graz, 1989 promovierte er dort mit einer Dissertation zum Thema Rechnerische Lebensdaueranalyse von Nutzfahrzeugkomponenten mit der Finite-Elemente-Methode zum Dr. techn. Nach Aufenthalten in England, Spanien, Costa Rica und Frankreich war er ab 1981 in der Forschungsabteilung der Steyr Daimler Puch tätig, wo er den Bereich Finite Elemente Berechnung aufbaute, 1993 Leiter der Abteilung Leichtbau wurde und 1995 Bereichsleiter des Engineering und Technologie Zentrums Steyr.
1999 wurde er als Professor für Allgemeinen Maschinenbau an die Montanuniversität Leoben berufen, wo er den Forschungsschwerpunkt Betriebsfestigkeit und Tribologie aufbaute. 2001 wurde er Honorarprofessor an der Universität Miskolc. Von 2002 bis 2009 leitete er außerdem das Christian-Doppler-Labor für Betriebsfestigkeit. 2010 wurde er als Nachfolger von Wolfhard Wegscheider für die Funktionsperiode Oktober 2011 bis September 2015 zum Rektor der Montanuniversität Leoben gewählt. 2014 wurde er für eine zweite Funktionsperiode bis September 2019 wiedergewählt. Im Dezember 2018 erfolgte die Wahl für eine dritte Funktionsperiode bis September 2023. Im Dezember 2022 wurde Peter Moser vom Universitätsrat zu seinem Nachfolger als Rektor der Montanuniversität Leoben ab Oktober 2023 gewählt.
Im Jänner 2023 folgte Eichlseder Gerald Bast als Mitglied im Gründungskonvent der TU Linz nach.
Seit 2011 ist er Ehrenmitglied der katholischen Studentenverbindung KÖStV Glückauf Leoben.

## Auszeichnungen
- 2019: Ehrenbergmann der TU Freiberg[11]
- 2023: Großes Goldenes Ehrenzeichen des Landes Steiermark[12]
- 2024: Ehrenring der Stadt Leoben[13]
- 2024: Großes Goldenes Ehrenzeichen für Verdienste um die Republik Österreich[14][15]